# Міжнародна літературна премія ім. Григорія Сковороди «Сад божественних пісень»
1 березня 2005 року громадська організація „Чернігівський інтелектуальний центр” та Волинське товариство „Світязь”, з метою розвитку вітчизняного книговидання і підтримки українських письменників, митців, науковців, журналістів, громадських діячів та меценатів, засновують Міжнародну літературну премію імені Григорія Сковороди „Сад божественних пісень”.
Голова журі – Василь Слапчук, письменник, лауреат Національної премії України імені Тараса Шевченка.
Серед лауреатів минулих років – письменники і науковці Микола Жулинський, Михайло Слабошпицький, Кость Москалець, Віра Вовк, Роман Гром’як, Віктор Баранов, Ігор Павлюк, Євген Баран, Петро Сорока, Тетяна Дзюба, Роман Колісник, Олександр Деко, Володимир Кашка, Йосип Струцюк, Іван Корсак, Сергій та Всеволод Ткаченки, Михась Ткач, Богдан Мельничук.

## 2015
- Юрій Мушкетик (м. Київ) – за визначний внесок в українську літературу.

- Юрій і Тетяна Логуші (м. Київ) – за подвижницьку працю на підтримку української літератури, зокрема проект «Воскресіння Розстріляного Відродження». Засновники Міжнародного конкурсу «Коронація слова».

- Дмитро Дроздовський (м. Київ) – за професіоналізм у науковій діяльності, утвердження сковородинівської етики, спрямованої на об’єднання України та утвердження культури думки в сучасному медіапросторі (зокрема, на каналі Espreso.TV). Письменник, головний редактор журналу «Всесвіт».

- Людмила Шутько (Італія) – за книжку для дітей «Гуртожиток у лісі» (українською мовою), численні публікації в українських виданнях, а також пропаганду української літератури за кордоном.

- Станіслав Маринчик – за книгу «Сузір’я талантів» (третє видання з доповненнями, 2014 р.; 37 літературних портретів видатних земляків).

- Віктор Кияновський (м. Ічня Чернігівської обл.) – за визначну благодійну діяльність, спрямовану на розвиток українського книговидання, культурного і духовного життя Ічнянщини та Чернігівщини.

- Олександр Сенчик (смт. Парафіївка Ічнянського району Чернігівської обл.) – за подвижницьку діяльність у відродженні рідного селища, зокрема будівництво церкви.

- Наталія Свищ (м. Ізмаїл Одеської обл.) – за цикл публікацій про мову українського весільного обряду.

- Віктор Погуляй (м. Прилуки Чернігівської обл.) – за моновиставу «Становлення нації».

## 2014
- Іван Дзюба (м. Київ) – за книгу «На трьох континентах. Книга 1».

- Валерій Шевчук (м. Київ) – за книгу «Пізнаний і непізнаний Сфінкс: Григорій Сковорода сучасними очима».

- Богдан Задура (Польща) – за поетичну книгу «Нічне життя».

- Ігор Палиця (м. Луцьк) – за значну благодійну діяльність, вклад у розвиток і популяризацію національної культури, науки та книговидання. Засновник благодійного «Фонду Ігоря Палиці – Новий Луцьк», меценат.

- Анна Багряна (Македонія) – за пропаганду високих духовних цінностей у поезії, прозі та драматургії.

- Дмитро Чистяк (м. Київ) – за визначні досягнення в галузі французької філології та плідну працю з популяризації доробку українських письменників і науковців за кордоном. Письменник, мовознавець, перекладач, член-кореспондент Європейської Академії наук, мистецтв і літератури (Париж), викладач кафедри французької філології Київського національного університету імені Тараса Шевченка.

- Петро Захаров (Удмуртія) – за збірку віршів «Карас». Поет, прозаїк, драматург, президент Удмуртського ПЕН-клубу, головний редактор журналу «Инвожо".

- Рісто Василевскі (Сербія) – за збірку віршів «Храм, справді, Храм» (українською мовою).

- Наомі Фойл (Великобританія) – за поетичну творчість та есеї про Україну.

- Микола Степаненко (м. Полтава) – за науково-краєзнавчі дослідження «Літературні, літературно-мистецькі премії в Україні», «Літературно-мистецька Полтавщина», а також за гончарознавчі дослідження останніх років.

- Сейран Сулейман (м. Сімферополь) – за власний поетичний доробок та переклади кримськотатарською мовою творів видатних українських письменників.

- Микола Петренко (м. Львів) – за поетичну збірку «Вічний втікач», присвячених Григорію Сковороді.

- Роман Гамада – за визначні здобутки в галузі сходознавства та багатолітню працю на ниві українського перекладу.

- Надія Вишневська (м. Львів) – за невтомне збагачення української культури літературними скарбами Сходу.

## 2013
- Рауль Чілачава (м. Київ) – за визначний внесок в українську літературу. Грузинський та український письменник, перекладач, науковець, дипломат.

- Василь Голобородько (м. Луганськ) – за поетичні книги «Ми йдемо» та «Білі кімнатні рослини». Письменник, лауреат Національної премії України імені Тараса Шевченка.

- Павло Вольвач (м. Київ) – за творення поетичного образу героя сучасності.

- Юрій Мосенкіс (м. Київ) – за внесок у дослідження проблеми походження української мови та інтерпретацію стародавніх текстів. Мовознавець, доктор філологічних наук, професор Інституту філології Київського національного університету імені Тараса Шевченка, дійсний член Академії наук вищої освіти України і Болгарської академії наук та мистецтв.

- Імант Аузінь (м. Рига) – за значний внесок в пропаганду української літератури в Латвії. Латиський письменник, перекладач.

- Збігнєв Владзімєж Фрончек (м. Люблін) – за багатолітнє й успішне проведення міжнаціональної політики засобами культури. Польський письменник, головний редактор журналу «Люблін. Культура і суспільство».

- Інга Крукаускене (м. Вільнюс) – за подвижницьку літературну діяльність та створення позитивного іміджу України в Литві.

- Сігвард Ліндквіст (посмертно) (м. Йонкопінг) – за творчі здобутки, в яких поєдналася любов до України і поезії.

- Микола Звєрєв – за значну меценатську діяльність, зокрема підтримку літературно-мистецьких проектів радіо «Новий Чернігів». Голова-засновник Благодійного фонду наукових досліджень історичного середовища «ФоНДІС», депутат Чернігівської обласної ради.

## 2012
- Димитр Христов (Болгарія) - за книгу поезії «Без кордонів» (Україна) та антологію «Нова украинска поезія» («Нова українська поезія», вірші 32 поетів у перекладі болгарською мовою), видану в Болгарії.

- Віктор Божидарнік (м. Луцьк) - за визначний внесок в розвиток національної науки і культури та ряд винаходів, запатентованих 2011 року. Ректор Луцького Національного технічного університету, доктор технічних наук, професор.

- Ріта Кіндлерова (Чехія) - за ідею та втілення у життя антології сучасного українського оповідання «Експрес Україна» чеською мовою.

- Людмила Тарнашинська (м. Київ) - за книгу філософської поезії «Його Величність Час».

- Луїза Оляндер (м. Луцьк) - за реалізацію проекту «Роде наш красний. Волинь у долях краян і людських документах» та наукові праці останніх років. Доктор філологічних наук, професор Волинського національного університету імені Лесі Українки.

- Микола Ткач (м. Київ) - за поетичну книгу «Вино з тюльпанів». Письменник, професор Київського національного університету культури і мистецтв.

- Василь Старун (Луганська обл.) - за поетичну книгу «Кора нації».

- Раїса Лиша (м. Київ) - за поетичну книгу «Зірнула зірниця».

- Войцех Пестка (Польща) - за послідовність позиції у справі донесення ідей української літератури до польського читача.

- Сергій Лазо (м. Тернопіль) - за збірку поезій і аудіодиск із піснями «Майстри часу та ще чогось», поет, бард.

- Колишній директор Чернігівського літературно-меморіального музею-заповідника Михайла Коцюбинського, літературознавець Юлій Коцюбинський (посмертно), заслужений артист України, начальник - художній керівник Військово-музичного центру Сухопутних військ Збройних Сил України Олександр Шевчук, заслужений артист України, актор Чернігівського Молодіжного театру Олексій Биш, провідний методист Чернігівського обласного навчально-методичного центру культури і мистецтв Олександр Майшев, науковець, журналіст Олена Терещенко, звукооператор Віктор Донерян, ветеран Збройних Сил України Віктор Малашенков, меценат Володимир Хорошковський (м. Чернігів) - за значний внесок у пропаганду української культури, зокрема участь у літературно-мистецьких проектах радіо «Новий Чернігів».

## 2011
- Юрій Барабаш (м. Москва) – за книгу „Вибрані студії. Сковорода. Гоголь. Шевченко”. Доктор філологічних наук, професор, провідний науковий співробітник Інституту світової літератури імені Максима Горького Російської Академії Наук, лауреат Національної премії України імені Тараса Шевченка.

- Борис Клімчук – за багатолітню благодійну діяльність та державницьку позицію у відстоюванні розвитку національної культури. Голова Волинської обласної державної адміністрації, голова обласного благодійного фонду „Рідна Волинь”.

- Наталія Сидоренко (м. Київ) – за дослідження з історії української журналістики. Доктор філології, професор Інституту журналістики Київського національного університету імені Тараса Шевченка.

- Ярослав Поліщук – за книгу літературної критики „Ревізії пам’яті”. Доктор філології, професор кафедри україністики Ягеллонського університету (Краків, Польща) та Національного університету „Острозька академія”.

- Олександр Клименко (м. Луцьк) – за роман „Коростишівський Платонов”.

- Творча група радіо „Новий Чернігів”: Сергій Дзюба (автор), Олександр Кузнецов-Молодчий, Тетяна Кузнецова-Молодча (ведучі), Анатолій Кульченко (звукооператорська робота, монтаж, дизайн), Олександр Шкурат (меценат) – за створення радіофільму „Улюбленець неба” про долю двічі Героя Радянського Союзу, легендарного льотчика Олександра Молодчого.

- Ярослав Білоус (м. Київ) – за послідовну меценатську діяльність. Генеральний директор АТ „Нова лінія”.